# اثر کسری کوانتمی هال
اثر کسری کوانتمی هال(به انگلیسی: The fractional quantum Hall effect) (Fractional quantum Hall effect: Experimental progress and quantum computing applications) پدیده‌ای است که در میان گاز الکترونی باردار اتفاق می افتد این پدیده حالتی از اثر هال و مشابه اثر کوانتمی هال است طوری که در فرمول اصلی آن که نو از این فرمول بدست می‌آید:
{\displaystyle \nu =p/q},
کسری است
و p و q دو عدد صحیح است که نشود آن‌ها را تجزیه کرد
{\displaystyle {1 \over 3},{2 \over 5},{3 \over 7}} ...,
example 
{\displaystyle {2 \over 3},{3 \over 5},{4 \over 7}}, ...

## طرح و ساختار

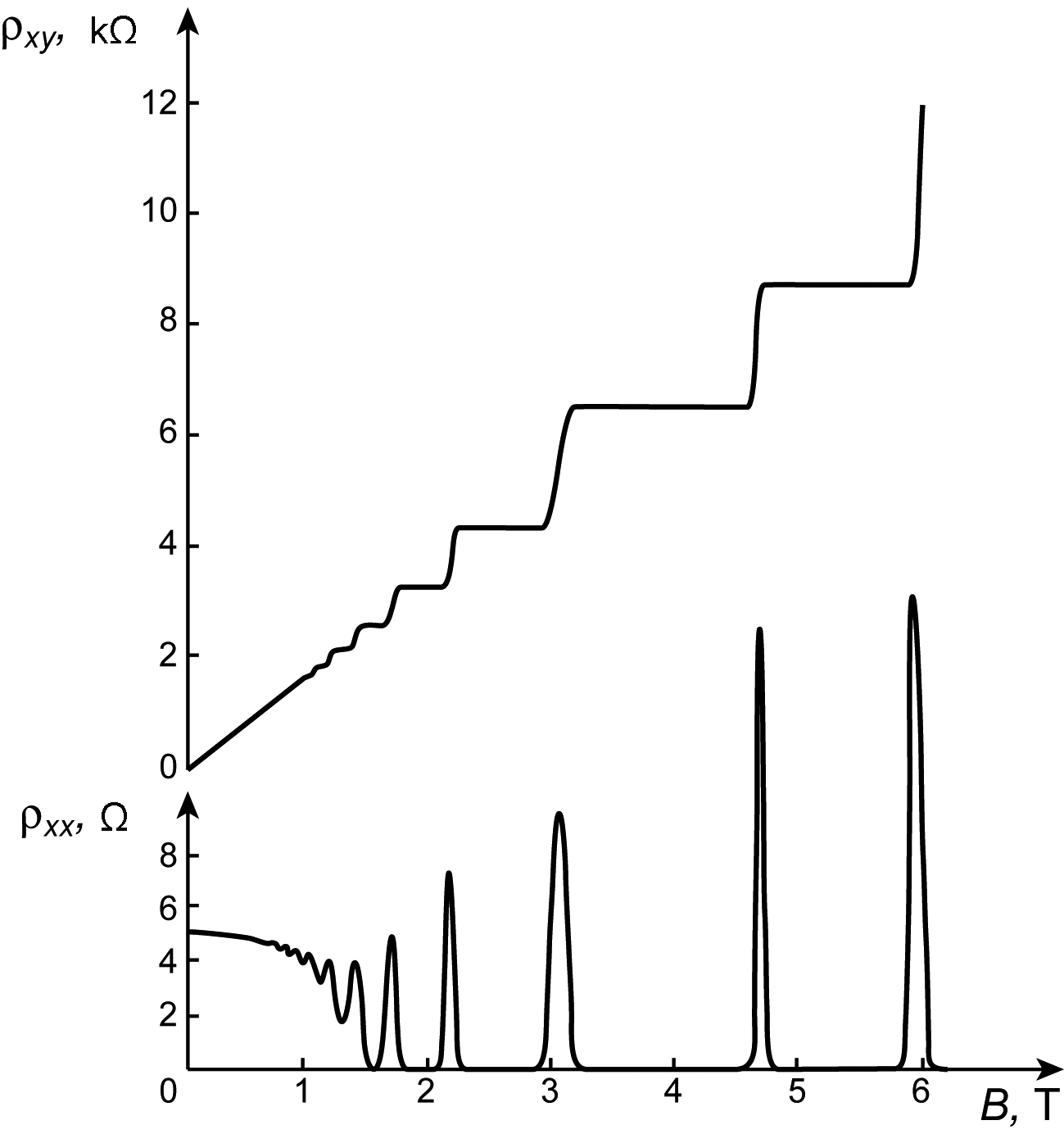
نمایی از شماتیک «مقاومت هال» و «مقاومت الکتریکی» در اثر کوانتومی هال. مقاومت هال ρ xy و مقاومت الکتریکی ρ xx در دماهای پایین، بسته به چگالی شار مغناطیسی B برای بالاترین فلات نشان‌داده‌شده از ρ xy، ν = ۳ اعمال می‌گردد.